# Myospalax psilurus
Myospalax psilurus är en däggdjursart som först beskrevs av Milne-Edwards 1874.  Myospalax psilurus ingår i släktet Myospalax och familjen mullvadsråttor. IUCN kategoriserar arten globalt som livskraftig. Inga underarter finns listade i Catalogue of Life.
Arten når en kroppslängd (huvud och bål) av 20 till 27 cm, en svanslängd av 3,5 till 5,5 cm och en vikt av 185 till 400 g. Den har 2,5 till 3,5 cm långa bakfötter. Pälsen på ovansidan har en grå färg med röd skugga som är mörkare vid hjässan och kinderna. Typisk är en vit fläck på bakhuvudet. Svansen och bakfötterna är i princip nakna med enstaka styva hår. Undersidan är grå utan röd skepnad.
Arten förekommer i nordöstra Kina, östra Mongoliet och i angränsande regioner av Ryssland. Den lever främst i öppna landskap som stäpper, ängar och jordbruksmark. Ibland vistas Myospalax psilurus i områden med några träd.
Individerna gräver underjordiska tunnelsystem som har olika skikt. Det översta skiktet som används för att leta efter föda ligger 12 till 20 cm under markytan. Det andra skiktet ligger 40 till 110 cm djupt och har kamrar där arten sover, lagrar föda eller uppfostrar sina ungar. Myospalax psilurus äter rötter, rotfrukter samt gröna växtdelar som dras ner till tunneln. Ibland kompletteras födan med några små gnagare som skogsmöss eller dvärghamstrar. Förrådet som skapas före vintern kan väga 10 kg. Parningen sker i april eller maj och sedan föds en kull med 2 till 4 ungar. Ungarna gräver under hösten egna bon nära modern. Efter första vintern flyttar de ännu längre bort. Boets tunnlar kan tillsammans vara 40 meter långa. Vid utgångarna skapas jordhögar som har en diameter av 40 till 60 cm och som är 8 till 15 cm höga.